# Velilla de la Sierra
Velilla de la Sierra è un comune spagnolo di 23 abitanti situato nella comunità autonoma di Castiglia e León.